# Scorpiops krachan
Espèce
Scorpiops krachan est une espèce de scorpions de la famille des Scorpiopidae.

## Distribution
Cette espèce est endémique de la province de Phetburi en Thaïlande. Elle se rencontre dans le parc national de Kaeng Krachan vers Ban Krang.

## Description
Le mâle holotype mesure 26,9 mm et la femelle paratype 25,9 mm. Ce tout petit scorpion est de couleur brune. La femelle est un peu plus sombre que le mâle.

## Systématique et taxinomie
Cette espèce a été décrite par Nawanetiwong, Košulič, Warrit, Lourenço et Ythier en 2024.

## Étymologie
Son nom d'espèce lui a été donné en référence au lieu de sa découverte, le parc national de Kaeng Krachan.

## Publication originale
- Nawanetiwong, Košulič, Warrit, Lourenço & Ythier, 2024 : « A new species of the genus Scorpiops Peters, 1861, subgenus Euscorpiops Vachon, 1980 from Thailand (Scorpiones, Scorpiopidae) » Zookeys, vol. 1193, p. 161-170 (texte intégral).